# Route nationale 30 (Guinée)
Pour les articles homonymes, voir Route nationale 30.
La Route nationale 30 (N30) est une route nationale en république de Guinée qui commence à Bissikrima à la sortie de la N1 et se termine à Siguiri à l'entrée de la N6. Elle mesure 275 kilomètres de long.

## Tracé
- Bissikrima
- Yalakoro
- Sélouma
- Dinguiraye
- Bendougou
- Fifa
- Fatoya
- Siguiri